# Nenciulești
Nenciulești es una comuna ubicada en el distrito de Teleorman, Rumania.

## Superficie
Posee una superficie de 41,05 kilómetros cuadrados.

## Demografía
Hasta 2021 la población era de 2238 habitantes, con una densidad de población de 54,52 habitantes por kilómetro cuadrado.